# Forever Your Girl (chanson)
Singles de Paula Abdul
Straight Up
(1989) Cold Hearted
(1989)
Forever Your Girl est une chanson de l'artiste américaine Paula Abdul issue de son premier album studio Forever Your Girl. Elle sort en single le 24 février 1989 sous le label Virgin Records.
Ce titre est sorti après le succès de Straight Up afin de profiter de sa nouvelle notoriété. Ce titre devient son 2e titre à se classer en 1ère position du Billboard Hot 100, y restant pendant deux semaines.

## Performance dans les hits-parades
| Classement (1989)                          | Meilleure position |
| ------------------------------------------ | ------------------ |
| Allemagne (Media Control AG)               | 17                 |
| Belgique (VRT Top 30)                      | 18                 |
| Canada (RPM Top 100 Singles)               | 1                  |
| Irlande (Irish Recorded Music Association) | 21                 |
| Nouvelle-Zélande (RMNZ)                    | 11                 |
| Pays-Bas (Nederlandse Top 40)              | 13                 |
| Royaume-Uni (UK Singles Chart)             | 24                 |
| Suisse (Schweizer Hitparade)               | 24                 |
| États-Unis (Hot 100)                       | 1                  |
| États-Unis (R&B/Hip-Hop Songs)             | 54                 |
| États-Unis (Dance Club Songs)              | 28                 |
| États-Unis (Adult Contemporary)            | 11                 |